# Волован

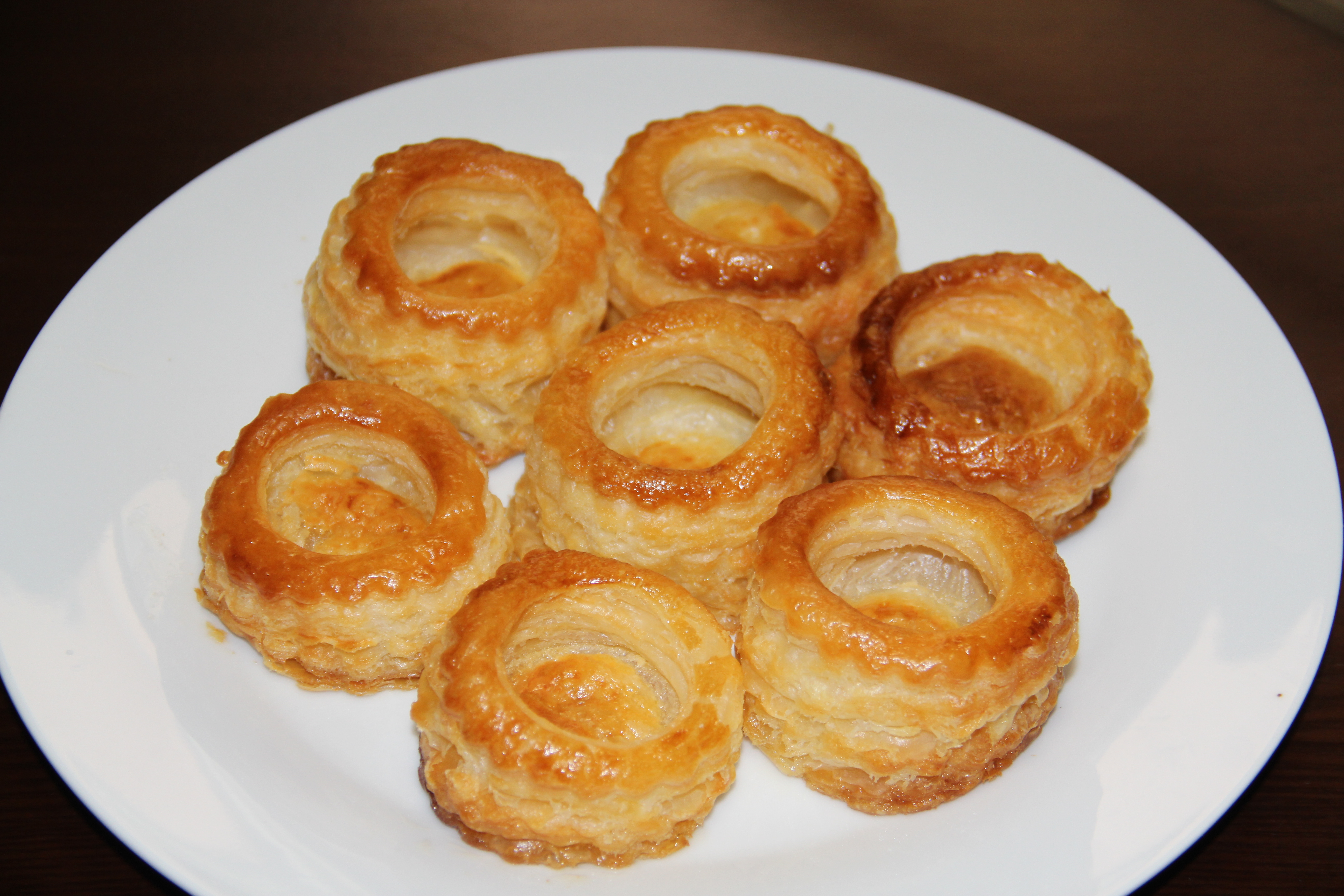
Воловани без начинки

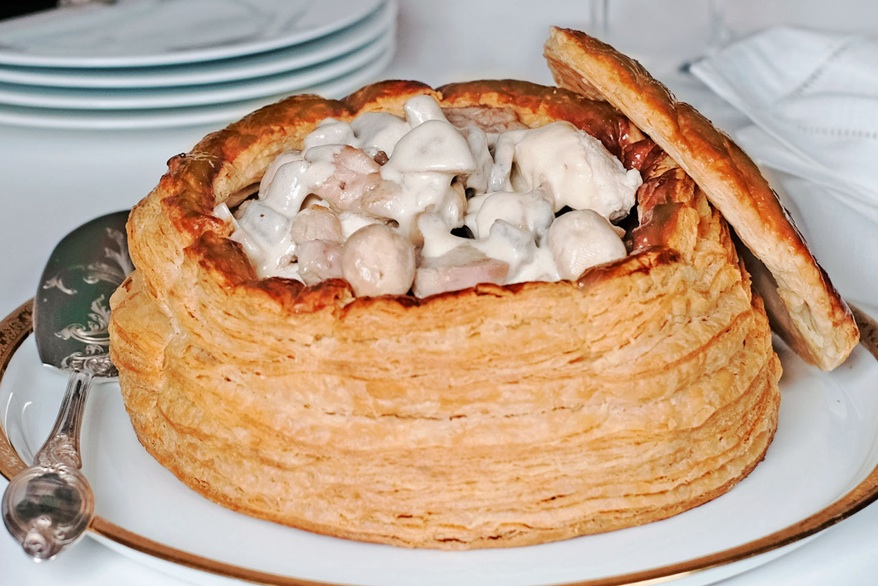
Великий волован з м'ясною начинкою діаметром 20 см та висотою 14 см

Волован (заст. вольван, від фр. vol-au-vent — «політ на вітрі») — пікантна закуска французького походження, невеликого розміру випічка з листкового тіста у формі вежі діаметром від 4 до 20 см з несолодкою начинкою (зазвичай із м'ясного, рибного або грибного рагу). Волованом також називають сам виріб із листкового тіста без начинки.
З листкового тіста вирізається кілька кружечків невеликого розміру, один кружечок відкладається вбік (це буде дно волована), а в інших вирізається внутрішній круг, щоб вийшли кільця. Кільця прикріплюються до кружечка-дна за допомогою збитого білка. Маленький внутрішній кружечок згодом буде кришечкою волована. У печі листкове тісто піднімається і набуває форми циліндричного стаканчика. Готові воловани наповнюють начинкою, залежно від рецепту іноді знову запікають у духовці та сервірують гарячими. Начиняти воловани слід безпосередньо перед подаванням на стіл, щоб вони не розмокли. Також зустрічаються воловани квадратної, прямокутної, шестикутної та овальної форми.
Винахід волованів приписують французькому кухареві Марі-Антуану Карему. Його помічник, здивувавшись тому, як плоский кружок тіста перетворився на високий волован, нібито вигукнув: «Метр, він злітає у повітря!» (Maître, il vole au vent!).